# 1984 en photographie
| Années de la photographie : 1981 - 1982 - 1983 - 1984 - 1985 - 1986 - 1987    |
| Décennies de la photographie : 1950 - 1960 - 1970 - 1980 - 1990 - 2000 - 2010 |

Cet article présente les faits marquants de l'année 1984 en photographie.

## Événements
- 25 janvier : lancement officiel en France de la Mission photographique de la DATAR, commande publique à des photographes pour « représenter le paysage français des années 1980 »[1].
- Ouverture de la Photothèque de la Ville de Luxembourg, afin d'exposer et mettre en valeur les collections de photographies montrant l'aspect de la ville aux différentes étapes de son développement, jusqu'alors conservées dans les archives municipales.
- Ouverture du Musée de l'art photographique( en danois : Museet for Fotokunst - MFF) à Odense au Danemark, en tant que musée indépendant.
- Création de CIRIC (Centre International de Reportages et d’Information Culturelle), agence photographique de presse française, spécialisée dans le domaine religieux et social.
- Commercialisation par Leica du Leica M6, un appareil photographique télémétrique.

## Photographies notables
- Afghan Girl portrait photographique d'une jeune femme afghane, vivant dans le camp de réfugiés de Nasir Bagh au Pakistan pendant l'occupation soviétique de l'Afghanistan ; pris par le photojournaliste américain Steve McCurry et publiée en juin 1985 en couverture du National Geographic, il est devenu un symbole de l'Afghanistan en Occident.

## Livres de photographies
- Robert Adams, (en) Our Lives and Our Children: Photographs Taken Near the Rocky Flats Nuclear Weapons Plant, Millerton, New York, Aperture[2].
- Paul Caponigro, (en) The Wise Silence, Bulfinch Press  (ISBN 978-0-82121-548-7).
- Hervé Guibert, (fr) Le Seul Visage, Paris, Les Éditions de Minuit, 63 p.  (ISBN 2-7073-0688-6) : recueil de 55 photographies.
- Burk Uzzle, (fr) Mon Amérique, Paris, Contrejour  (ISBN 2-859-49-060-4).

## Films sur la photographie
- Raymond Depardon et Roger Ikhlef, Les Années déclic, film documentaire où Depardon raconte ses souvenirs photographiques de 1957 à 1977.
- Roland Joffé, La Déchirure (The Killing Field), qui s'inspire de l'expérience du photojournaliste Dith Pran, rescapé du génocide cambodgien, et du journaliste Sydney Schanberg.

## Expositions
- 14 janvier - 18 mars : René Burri : One World. Photographies et collages 1950-1983, Kunsthaus, Zurich ; puis : 24 mai - 30 juillet, Palais de Tokyo, Paris.
- 9 mai - 14 juillet : Pierre de Fenoÿl, Musée national d'Art moderne, Centre Georges-Pompidou, Paris.
- 6 juin - 19 août : The Golden Age of British Photography, 1839-1900, Victoria and Albert Museum, Londres[3].

puis exposition itinérante 1984-1986 : Philadelphia Museum of Art, Philadelphie ;  Museum of fine arts, Houston ; Minneapolis Institute of Art, Minneapolis ; Pierpont Morgan Library, New York ; museum of Fine Arts, Boston.
- 10 septembre - 6 octobre : Harry Callahan, Museum of Contemporary Photography, Chicago.
- 22 novembre - 23 décembre : La photographie hongroise de 1900 à 1945, Bibliothèque Forney, Paris.
- novembre - décembre : 
  - Henri-Cartier Bresson : Paris à vue d'œil, Musée Carnavalet, Paris, dans le cadre du Mois de la photo.
  - La Photographie créative : les collections de la Bibliothèque nationale, 15 ans d'enrichissement, Pavillon des Arts, Paris[5].

## Festivals et congrès photographiques
- 15e Rencontres de la photographie d'Arles[6],[7].
- novembre : 3e Mois de la photo, Paris.
- Congrès de l'association française Gens d'images à Toulouse.

## Prix et récompenses
- Grand Prix national de la photographie : Édouard Boubat[8].
- Prix Niépce : Thierry Girard.
- Prix Nadar : la collection « Photo Poche » du Centre national de la photographie.
- : Prix Kodak de la critique photographique : 1er prix : Alexandre Orloff ; 2e prix ex æquo : Jane Evelyn Atwood, Jean-Louis Garnell.
- Grand prix Paris Match du photojournalisme : François Lochon pour ses images de la guerre Irak-Iran.
- Prix Oskar-Barnack : Stormi Greener.
- Médaille David-Octavius-Hill : Robert Häusser.
- Prix Erich-Salomon : Frankfurter Allgemeine Zeitung.
- Prix culturel de la Société allemande de photographie : Jacques Henri Lartigue.
- : Premio Nacional de Artes Plásticas : Agustí Centelles[9].
- Prix Robert Capa Gold Medal : Anthony Suau du Denver Post pour ses photographies de la famine en Éthiopie.
- Prix Pulitzer :
  - Prix Pulitzer de la photographie d'article de fond : James B. Dickman du Dallas Times Herald pour ses photographies au Salvador.
  - Pulitzer Prize for Spot News Photography : Stan Grossfeld du Boston Globe, pour sa série de photographies qui révèle les conséquences de la guerre civile libanaise sur la population.
- Prix Ansel-Adams : Galen Rowell.
- Prix W. Eugene Smith : Gilles Peress.
- Prix de la Société de photographie du Japon / prix annuel : Yutaka Takanashi, Hiromi Tsuchida / espoirs : Kōnosuke Ishii, Kinsuke Shimada / contributions remarquables : Kōnosuke Ishii, Kinsuke Shimada.
- Prix Kimura Ihei : Keiichi Tahara.
- Prix Ina-Nobuo : Akihisa Masuda.
- Prix Ken-Domon : Kazuyoshi Nomachi.
- World Press Photo de l'année : Mustafa Bozdemir pour sa photographie prise le 3 septembre 1983 lors du séisme à Erzurum en Turquie, d'une femme en pleurs devant ses cinq enfants qui ont été enterrés vivants[10].
- Prix international de la Fondation Hasselblad : Manuel Álvarez Bravo.

## Naissances
- 1er mars : Brandon Stanton, photographe et blogueur américain.
- mars : Gihan Tubbeh, photographe péruvienne, lauréate en 2010 du prix World Press Photo.
- avril : Amber Bracken, photojournaliste et photographe documentaire canadienne, lauréate en 2022 du World Press Photo of the Year.
- 27 octobre : Caitlin Cronenberg, photographe et réalisatrice canadienne.

- Date précise inconnue ou non renseignée :
  - Matthew Abbott, photojournaliste et photographe documentaire australien.
  - Jonathan Bachman, photojournaliste américain.
  - Camille Gharbi, photographe française.
  - Jérôme Gence, photo-reporter français.
  - Gabriele Micalizzi, photographe et photojournaliste italien.
  - Laerke Posselt, photojournaliste et photographe documentaire danoise.
  - Marcus Yam, photojournaliste américain

## Décès
- 30 janvier : Antonio Calvache, acteur, photographe et réalisateur espagnol, né le 7 février 1896.
- 22 février : Maurice Tabard, photographe français, né le 12 juillet 1897.
- 14 février : Gjon Mili, photographe et cinéaste américain d'origine albanaise, mort le 28 novembre 1904.
- 19 mars : Garry Winogrand, photographe américain, né le 14 janvier 1928.
- 16 avril : Wanda Wulz, photographe italienne, née le 25 juillet 1903.
- 22 avril : Ansel Adams, photographe américain, né le 20 février 1902.
- 29 avril : Aleksandr Brodsky, photographe photojournaliste russe, né le 7 novembre 1903.
- 29 mai : Wilhelm Castelli, photographe allemand, spécialiste d'art et d'architecture, né le 17 décembre 1901.
- 2 août : Rémy Duval, photographe et peintre français, né le 15 juillet 1907.
- 26 novembre : Antonio Ávila, artiste photographe espagnol, né le 13 mars 1952.

## Célébrations
Centenaire de naissance
- Bernhard Aström
- Cornelia Clarke (en)
- Nino Djordjadze
- John Paul Edwards
- John Graudenz
- Edith Irvine (en)
- Orval Hixon
- Henri Lacheroy
- Rudolf Koppitz
- Marinus
- Burnell Poole
- John Vanderpant (en)
- Fran Vesel
- Margaret Watkins
- Mary Willumsen
- Adolfo Zerkowitz

Centenaire de décès
- Emilie Bieber
- Alexandre Clausel
- Albert Goupil
- Thora Hallager
- Ferdinand Joubert
- Gustave Le Gray
- Yokoyama Matsusaburō
- Auguste Mestral
- Kameya Tokujirō